# Ángulo exterior a una circunferencia

Ángulo exterior con lados secantes

Un ángulo exterior a una circunferencia es el ángulo cuyo vértice es un punto exterior de la circunferencia y sus lados son secantes a la misma. 
Su valor es la semidiferencia de los ángulos centrales que surgen del propio ángulos y su opuesto por el vértice. 
Solo hay 3 tipos:
- Ángulo exterior de dos secantes.
- Ángulo exterior de una secante y una tangente.
- Ángulo exterior de dos tangentes.

- Datos: Q22712876